# Valsa mali
Valsa mali är en svampart som beskrevs av Miyabe & G. Yamada 1915. Valsa mali ingår i släktet Valsa och familjen Valsaceae.   Inga underarter finns listade i Catalogue of Life.